# Learjet 25
Beim Learjet 25 handelt es sich um ein 2-strahliges Geschäftsreiseflugzeug in Tiefdeckerauslegung. Das Flugzeug verfügt über ein 2-Personen-Cockpit und über eine Kabine für bis zu 10 Passagiere, die in der Sitzanordnung 1+1 untergebracht sind. Typischerweise werden jedoch nur 7 Sitze eingebaut.
Von der Learjet 25 wurden seit dem Jahr 1966 373 Serienmaschinen gebaut. Im Jahre 1998 waren davon noch 309 Maschinen im Einsatz. Insgesamt gingen 48 Maschinen durch Unfälle verloren. Die Produktion wurde 1982 eingestellt.

## Versionen
- Learjet 25B: Entspricht bis auf die Rumpfverlängerung dem Learjet 24
- Learjet 25C: größeres Tankvolumen. Aerodynamisch verbessert.
- Learjet 25D: Aerodynamisch überarbeitete Variante mit stärkeren Triebwerken (CJ610-8A)
- Learjet 25F: Aerodynamische Änderungen.
- Learjet 25G: wie 25D, aber größere Reichweite

## Technische Daten

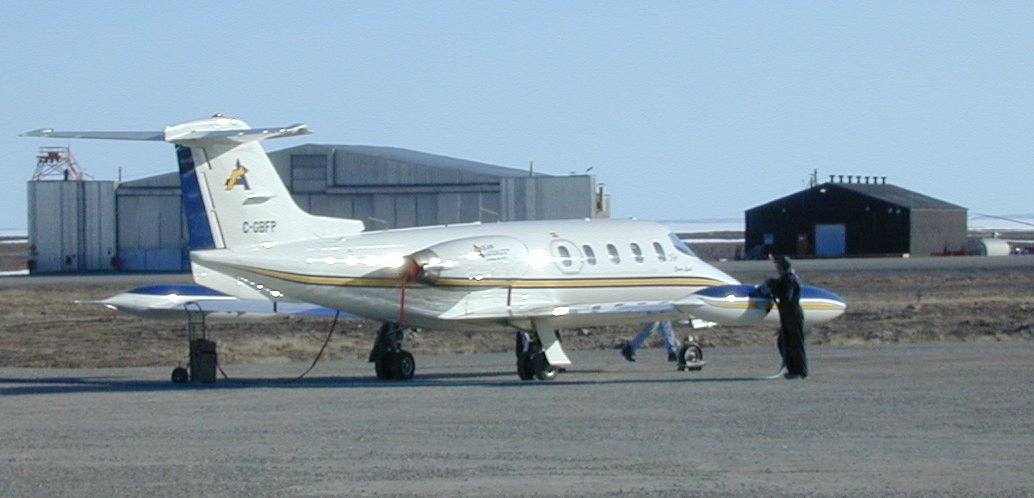
Learjet 25B am Cambridge Bay Airport (Kanada)

| Kenngröße            | Daten des Learjet 25D                        |
| -------------------- | -------------------------------------------- |
| Besatzung            | 2                                            |
| Passagiere           | 8                                            |
| Länge                | 14,50 m                                      |
| Spannweite           | 10,84 m                                      |
| Höhe                 | 3,73 m                                       |
| max. Startmasse      | 6.805 kg                                     |
| Reisegeschwindigkeit | 860 km/h                                     |
| Dienstgipfelhöhe     | 13.750 m                                     |
| Reichweite           | 2.663 km                                     |
| Triebwerke           | zwei General Electric CJ610-8A zu je 13,1 kN |